# ニカラグアのイスラム教
本項目ではニカラグアのイスラム教について記述する。

## 概要
アメリカ合衆国国務省が2007年に発表した統計によると、1200人から1500人程度がムスリムとされ、ほとんどがパレスチナやリビア、イラン出身の定住外国人か帰化人、あるいは定住外国人・帰化人から生まれた生来のニカラグア国民であり、多くはスンナ派という。
首都マナグアにはサラート（礼拝）が行えるイスラム文化センターがあり、約320人が定期的に参加する。金曜日の礼拝には、グラナダ、マサヤ、レオン、チナンデガ在住のムスリムもマナグアのセンターに足を運ぶ。なお、グラナダやマサヤ、レオンには、地元有力者の家庭内に小規模の礼拝用センターがある。
マナグア礼拝センターのスンナ派指導者が2007年5月、ムスリム共同体においてイランの影響力が増したため解任、シーア派の宗教指導者に交代する事態となった。このシーア派指導者が誰なのかは、2007年5月に報道があった時点では明らかにされていない。

## 歴史

### 19世紀
ムスリム移民が初めて大挙して国内に流入したのは19世紀末であった。大部分はパレスチナ系ムスリムであり、中米における最大級の移民流入となる。パレスチナ系移民の正確な数は不明なものの、19世紀末からオスマン帝国が解体過程に入る第一次世界大戦中の1917年までに、40世帯が国内に移住した可能性があるとされる。
初期の移民は、しばしば異教徒との結婚や政府からの圧力によりキリスト教を受け入れ、急速にイスラムとしてのルーツを失い地元民に溶け込むこととなる。ただし、1890年代から1940年代にかけては、ニカラグアのみならず南米諸国の多くでアラブ人の入国を制限したり、既に国内にいるアラブ人の滞在を禁じたり、商業活動の拡大を抑え込む法令を発布することが度々であった。

### 1960年代から2000年まで

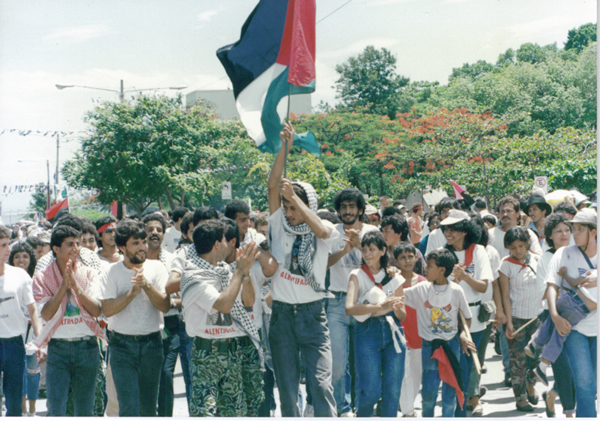
マナグアで、パレスチナやサンディニスタの旗を掲げながらニカラグア革命10周年を祝うパレスチナ人

移民の第2波は1960年代に到来。教育の程度は高かったものの、イスラム教への信仰の篤さは初期の移民と同程度であった。この集団は1972年ニカラグア地震や1979年のニカラグア革命という、2つの大きな出来事に直面。かつてのパレスチナ人の多くは北米に移住するか、パレスチナに帰還する道を選んだのである。国内に留まった者は被害をもろに受け、家族はそれまで以上にキリスト教に同化してゆく。
1990年代初頭に最も歴史が新しく規模にして最小の亡命集団が流入。その多くは北米やパレスチナからニカラグアに戻ってきた移民で、北米やパレスチナでの経験を通してムスリムの教義をより強く意識するようになっていた。この移民は過去の移民よりもイスラム教のアイデンティティが強く、共同体単位で同教の再活性化に一役買うこととなる。
2000年までには、パレスチナ系アラブ人やパレスチナ系の子孫が500世帯存在すると推定。国内に流入したパレスチナ人はほとんどがキリスト教徒で、ムスリムは少数に留まる。その大部分はラマッラーやエルサレム、ベイト・ジャラ、ベツレヘム近郊の農村出身者であった。ニカラグア国内のパレスチナ人は中米最大のアラブ人コミュニティを形成している。

### 近年
ニカラグアイスラム文化協会のファハミ・ハッサン総裁によると、ムスリムに関しては改宗した地元民が増えつつあるが、それでもやはりパレスチナやレバノンから移住してきたアラブ人が主流という。
1999年にはサン・フアン・デル・スル（シウダ・ハルディン）の3000平米の区画に1000人近くを収容できる国内初のモスクが完成。金曜日の礼拝やラマダーン用の場所を提供する以外にも、イスラム教の教義を入門講義を開設している。ニカラグアのムスリム共同体は当初資金難に喘いでいたため、パナマ人ムスリムの代表団から資金提供を受けていた。
礼拝場には特徴的なミナレットに加え、図書館、礼拝室、事務所、子供ルーム、学校などがある。宗教セミナーを男女を問わず提供するばかりか、スペイン語のパンフレットも配布。その他、ニカラグアイスラム文化センターと呼ばれる新たなイスラムセンターが近年、イスラム教の普及を目的にシーア派勢力が開所。
シーア派が増えた背景には、1979年のイラン革命や1991年の湾岸戦争に伴う亡命者の急増が挙げられるが、イランとニカラグアとの関係もシーア派の影響力を強める形となった。ほとんどのシーア派ムスリムはイラン人の血を引いているため、アラビア語やスペイン語以外にも、いまだペルシア語をはじめとするイランの諸言語を話すのが特徴。